# Бермудские Острова на зимних Олимпийских играх 1992
Бермуды принимали участие в Зимних Олимпийских играх 1992 года в Альбертвиле (Франция) в первый раз за свою историю, но не завоевали ни одной медали.